# 鈴木夢
鈴木 夢（すずき ゆめ、2006年〈平成18年〉9月30日 - ）は、日本の女優・タレント、アーティスト、YouTuber。東京都出身。テアトルエンターテインメント所属。かつてはテアトルアカデミー（劇団コスモス）→ATプロダクションに所属していた。兄は俳優の鈴木福、弟は鈴木楽、妹は鈴木誉。

## 略歴
2012年（平成24年）4月27日から2013年（平成25年）1月までアニメドラえもんのミニコーナー「100年後ボックスプロジェクト」に兄の福とともにレギュラー出演していた。また、同年2月からは、アニメ映画『ドラえもん のび太のひみつ道具博物館』の応援団員にも兄の福とともに就任した。
2013年・2014年、兄の鈴木福と共に「新北陸、発見！」キャンペーンのイメージリーダーを務めた。
2021年、弟の楽、妹の誉と共にYouTubeチャンネル「すずき家の日常 〜 ゆたほちゃんねる 〜」を開設。
2023年10月1日、テアトルエンターテインメントに移籍。
2023年12月11日、ダンスボーカルユニット『PINK PRETZEL（ピンクプレッツェル）』のメンバー「meyu（メーユ）」として活動を始めた。
2025年2月、堀越高等学校を卒業した。

## 人物
2013年に徹子の部屋に兄の鈴木福と共に出演した際には、将来の夢は『看護師か保育士か幼稚園教諭』であると語っている。
2024年9月末で成人を迎え、大人になったと実感したこととして、車の運転免許が取れるようになったことを挙げており、既に小型重機の免許を有していて運転には自信があり早く乗りたいと話した。

## 出演

### 映画
- それでも花は咲いていく（2011年5月7日）[16]
- 私の卒業-第6期-「80年後のあなたへ」（2025年5月16日、The icon）- 杉本千里 役[17][18]

### テレビドラマ
- 母親失格（2007年、東海テレビ/フジテレビ）
- 駐在刑事4（2016年12月14日、テレビ東京） - 真紀の友人 役
- 35歳の少女 第8話（2020年11月28日、日本テレビ）
- なんで私が神説教（2025年4月12日 - 6月14日、日本テレビ） - 田村萌 役[19]

### 舞台
- オノマトペイント～ソラノカアリ～（2020年1月30日 - 2月16日、Artware hub KAKEHASHI MEMORIAL） - アカリ（12） 役[20]
- 空とおもちゃの物語〜見上げた空に君がいた〜（2021年12月1日 - 5日、日暮里d-倉庫）- 主演・ソラ 役[21]
- 逃走中 THE STAGE（2022年5・8・9月） - 撮高心音ディレクター 役
- 父との夏（2024年7月31日 - 8月6日、ザ・ポケット）[22]
- ひとときの舞台『チャーリー』[23][14]

### バラエティ
- 香取慎吾と鈴木福&夢 超危険人物すごろく（2012年4月6日、テレビ朝日系）
- すくすくぽん!スペシャル 鈴木福くん3兄弟!いのちの楽園滞在記（2016年9月24日、東海テレビ） ※兄弟・福、楽と共に出演
- 天才!志村どうぶつ園 今話題の動物にみんなが会いに行くSP（2017年8月12日、日本テレビ） ※兄妹4人での出演
- ヒルナンデス!（2017年5月 - 2022年3月、日本テレビ） - 不定期。福くんと夢ちゃんの「家族と離れこどもだけの旅」ほか
- 家事ヤロウ!!!（2022年6月21日 - 、テレビ朝日） - 不定期。コーナー「福ワザ」 ※兄妹4人での出演
- 明日をまもるナビ「チャレンジ!BOSAIアクション」（2022年7月24日・10月9日・2023年3月5日・4月30日・7月23日、NHK総合） - BOSAIキッズ団 ※弟・楽と共に出演
- THE カラオケ★バトル　U-18 歌うま甲子園[9]

### テレビアニメ
- ドラえもん（2012年、テレビ朝日）
  - 「100年後ボックスプロジェクト」ナビゲーター（2012年4月27日 - 12月（月1回））※兄・福と共に出演[24]

### MV
- Chupa Chups「ChupaChupping!」

### CM
- サンスター「初夢・初福・初ハブラシ・キャンペーン」（2011年11月 - 12月）※兄・福と共に出演
- トヨタ自動車 シエンタ 「シエンタ ダイス 水族館 篇」（2012年4月4日 - ） ※兄・福と共に出演[25]
- JR西日本「2013年夏 新北陸、発見!キャンペーン」(2013年6月20日 - 9月30日） - イメージリーダー・新北陸発見大使 ※兄・福と共に出演。[26]
  - JR西日本「2014年夏 新北陸、発見!キャンペーン」(2014年6月20日 - 9月30日） - 同上
- 政府広報 振り込め詐欺等未然防止「家族のこまめな連絡篇」（2014年9月） - 孫（妹） 役 ※兄・福と共に出演
- 東京都「家庭内感染防止 福くんきょうだい編」（2020年9月）※兄妹4人での出演
- サントリー『伊右衛門』「茶論調査」（2021年2月） - WebCM ※兄妹4人での出演
- 厚生労働省・経済産業省・消費者庁・文部科学省「やってみよう!新型コロナウイルス感染症対策 みんなでできること』（2020年3月24日） - Web動画 ※兄・福と共に出演
- ecostore「＋safer for あなたが守りたい“たいせつ”はなんですか？」編（2022年4月28日） - WebCM ※兄妹4人での出演

### イベント
- 第9回 ウィズガス全国親子クッキングコンテスト（2015年6月 - 2016年1月24日） - サポーター ※兄・福と共に就任